# Pugni dollari & spinaci
Pugni dollari & spinaci  è un film del 1978 diretto da Emimmo Salvi. È la prima pellicola in carne e ossa sulle avventure di Braccio di Ferro, anticipando di due anni il film disneyano Popeye - Braccio di Ferro (1980) di Robert Altman.
Gli esterni del film sono stati girati principalmente nei centri di raccolta Surgela.

## Trama
È una sorta di favola con personaggi veri, ma ispirata all'atmosfera dei cartoons americani. Protagonisti sono Frank Stilo, ex lottatore di catch, avido di denaro; Sammy Mannia, un bizzarro commerciante di spinaci, fissato per Braccio di ferro, ma fondamentalmente è un uomo buono.

## Distribuzione
Il film ha ricevuto il visto censura n. 71711 del 22 marzo 1978 ed è stato distribuito al cinema a partire dal 27 aprile successivo.

## Curiosità
In un set del film si intravedono tra i poster i disegni italiani di Braccio di Ferro.
Fu presentato al Salone dei Fumetti di Bordighera.
Fa parte della colonna sonora l'omonimo brano (M. Filistrucchi) del gruppo Milk & Coffee (Bus Production, BUS 10035) del 1977.
Fu l'ultimo film di Maurizio Arena morto l'anno seguente.

## I commenti dei protagonisti
Maurizio Arena, attore principale del film: «Mi sono lasciato convincere da Salvi per quest'ultimo Pugni dollari & spinaci. Ma l'ho fatto quasi in trance, mi sembrava tutto assurdo».
Emimmo Salvi, il regista del film: «Il coltivatore di spinaci, con il suo santo protettore Braccio di Ferro, e la sua banda di scombinati amici, dovrebbe scatenare il divertimento dei ragazzi, ma forse anche dei grandi. Il taglio del film, gli stessi personaggi, sono caratterizzati allo stesso modo degli eroi dei fumetti americani. Recitano qualche riga sopra. Non potrebbe essere altrimenti. Del resto per i ragazzi gli eroi si muovono sempre in una atmosfera quasi magica, ove tutto accade e tutto può accadere, niente meraviglia. Anzi se non accadono fatti meravigliosi e straordinari non rispecchierebbero l'irrealtà magica che è propria delle "strisce". Il mondo dei "comics", attraverso una deformazione paradossale, approda alla cosiddetta morale della favola. In chiave di grottesco ribalta la verità. Con una implicita operazione demistificatoria ci rivela ciò che sta dietro le apparenze e ci indica la via da seguire per conquistarsi la propria dignità».

## Critica
«Cultissimo prodottino parodistico [...]. Purtroppo non lo ha visto nessuno.»

## Premi
Il film vinse un premio speciale al festival di Giffoni 1978.